# Strendur
Strendur (dánul: Strænder) település Feröer Eysturoy nevű szigetén. Közigazgatásilag Sjóv község székhelye.

## Földrajz

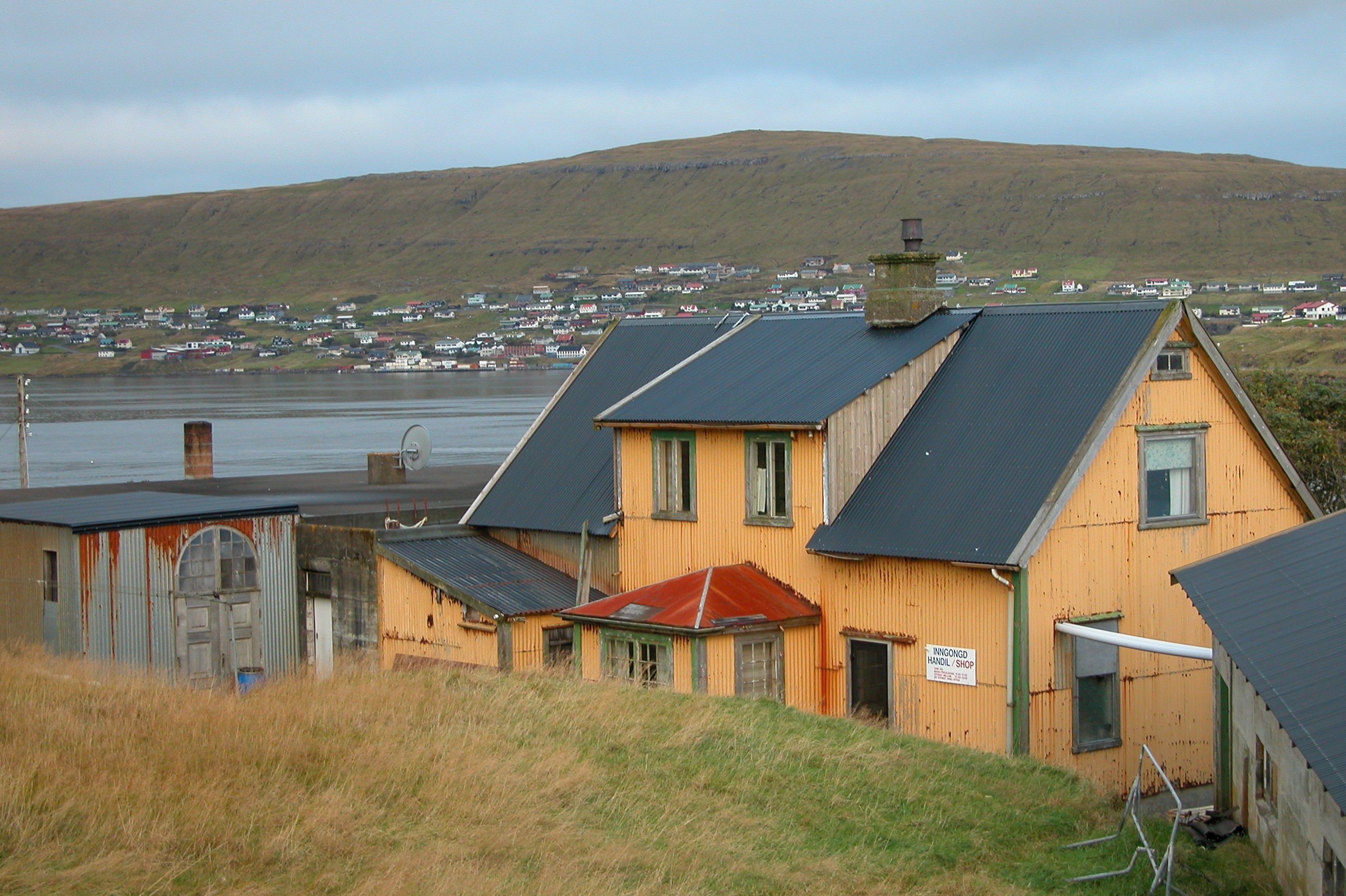
Egykor szebb napokat látott üzlet

A település egy földnyelv csúcsánál, a Skálafjørður nyugati partján terül el, a környékbeli falvakhoz hasonlóan felkapaszkodva a domboldalra. A település központjában 1834-ben épült kedves kis fatemploma áll (az ötödik legrégebbi templom az országban), illetve a kikötő a csónakházakkal és a hagyományos feröeri csónakokkal.

## Történelem
Első írásos említése az 1400 körüli évekből származik.

## Népesség
| Év              | Lakosság |
| --------------- | -------- |
| 1986. január 1. | 747      |
| 1991. január 1. | 777      |
| 1996. január 1. | 734      |
| 2001. január 1. | 806      |
| 2006. január 1. | 808      |

## Gazdaság
Strendur fő iparága sok más településhez hasonlóan a halászat, de van egy kötödéje is, a Snældan, ahol hagyományos és modern feröeri gyapjúruházat készül. A kötödét 1949-ben alapították.

## Közlekedés
A főút a települést egy hídon keresztül kerüli el, tehát a fjord felőli oldala látható. Két irányba van közúti kapcsolata: északnyugat felé Selatrað irányába, valamint északkelet felé Skálabotnur irányába. Skálabotnurba közlekedik a 480-as buszjárat is.
A településen található egy Effo benzinkút.
A település lesz az egyik végpontja a tervezett Eysturoyartunnilin tenger alatti alagútnak.

## Kultúra
Strendur és Runavík felváltva adnak otthon az Eystanstevna nevű fesztiválnak, amelyet minden év június közepén rendeznek.

## Személyek
- Itt él Árni Ziska kőszobrász[3]